# Celegorm
Celegorm je postava z knihy od J.R.R. Tolkiena – Silmarillion.
Celegorm, nazývaný Světlý, je třetí Fëanorův syn. 
Narodil se ve Valinoru, kde se stal lovcem a velkým přítelem Oromëho, od něhož dostal darem vlkodava Huana. Společně s otcem a šesti bratry složil přísahu, že bude pronásledovat všechny, kdo by se chtěli zmocnit silmarilů. To je přivedlo v čele Noldor do Středozemě a způsobilo mnoho zlých skutků. Celegorm měl navíc velmi prudkou povahu. Do Dagor Bragollachu vládl spolu se svým bratrem Curufinem himladskému kraji. Když byla jejich země dobyta a zničena, našli i se svým lidem útočiště u příbuzných v podzemní pevnosti Nargothrond. Zde později získali velkou moc a zapříčinili neslavný odchod krále Finroda, který šel splnit svou přísahu, a pomoci Berenovi v získání silmarilu. Berena se potom Celegorm s Curufinem pokusili zákeřně zabít a jeho milovanou Lúthien unést. Celegormův pes Huan ale opustil svého pána a zamilovanou dvojici zachránil. Pak se Celegorm a Curufin vrátili zostuzeni ke svým bratrům na východě. Když po Berenovi zdědil silmaril Dior, podnítili bratry k útoku na Diorovo království Doriath. Drahokam při tomto druhém zabíjení elfů elfy získán nebyl a Dior, než sám padl, zabil Celegorma.